# René Block
René Block (* 15. März 1942 in Velbert im Bergischen Land) ist ein deutscher Galerist, Kunstverleger, Kunstsammler und Kurator.

## Leben und Werk
Block, der in Weeze aufwuchs und das Kevelaerer Gymnasium besuchte, hatte seine erste Berührung mit der Kunst durch die Bekanntschaft mit dem Maler Hanns Lamers in Kleve. Er erlernte Glasmalerei an der Krefelder Werkkunstschule bei Gustav Fünders, wo er mit Markus Lüpertz und KP Brehmer erste gleichaltrige Künstlerfreunde kennenlernte. Ab 1961 machte er eine Lehre bei dem Glasmaler Hein Derix in Kevelaer am Niederrhein. Bei der Glasmalerei Derix in Düsseldorf-Kaiserswerth lernte zur selben Zeit Sigmar Polke das Handwerk. Brehmer und Lüpertz wechselten an die Kunstakademie Düsseldorf, wo sie Block zu Gastvorlesungen öfters besuchte. Mit Brehmer fuhr er zur Beuys-Sammlung van der Grinten nach Kranenburg (heute in Schloss Moyland) und an historische Orte wie Xanten und Kalkar. Er besuchte mit ihm niederländische Museen, wo ihn die Werke der CoBrA-Künstler besonders beeindruckten. 1962 gewann er den Wettbewerb Jugend illustriert des Landes Nordrhein-Westfalen. Als Preis war ein siebentägiger Aufenthalt in Paris für zwei Personen, einschließlich Flug, ausgesetzt. Er nahm Brehmer mit, und beide besuchten tagsüber die Museen und Galerien und folgten einer Einladung in das Atelier von Stanley William Hayter, abends waren sie in Konzerten und in kleinen Varieté-Theatern zu finden. Nach der Lektüre von Alfred Döblins Buch Berlin Alexanderplatz beschloss Block im Frühsommer 1963, nach West-Berlin zu ziehen. Brehmer folgte ihm im Herbst desselben Jahres.
Block ist mit der Galeristin, Kuratorin und Kunstsammlerin Ursula Block verheiratet, die von 1981 bis 2014 in ehemaligen Räumen der Galerie René Blocks eine Schallplattenhandlung und Galerie  namens „Gelbe Musik“ betrieb.

### Galerie
Anfang 1964 eröffnete Block als 22-Jähriger in der Berliner Kurfürstenstraße das Grafische Cabinet René Block und am 15. September 1964 in der Frobenstraße 18 in Schöneberg unter dem Titel „Neodada, Pop, Décollage, Kapitalistischer Realismus“, mit Arbeiten von KP Brehmer, Karl Horst Hödicke, Herbert Kaufmann, Manfred Kuttner, Konrad Lueg, Siegmund Lympasik, Sigmar Polke, Lothar Quinte, Gerhard Richter und Wolf Vostell eine erste Ausstellung. Die zweite, noch im Jahr 1964, war eine Einzelausstellung Richters, die den Titel Bilder des Kapitalistischen Realismus trug.
1965 arbeitete René Block an der Realisierung der Happenings Phaenomene und Berlin 100 Ereignisse von Wolf Vostell. Beide Happenings fanden in Berlin statt. Vostell schuf zu Phaenomene 50 Zeichnungen, die bei Block ausgestellt wurden.
Als jüngster Galerist Deutschlands wurde er 1967 in den „Verein progressiver deutscher Kunsthändler“ aufgenommen.
Vom 22. Oktober bis 17. November 1967 organisierte Block als 20. Ausstellung Hommage à Lidice, zu der er zahlreiche Künstler aufforderte, Werke beizusteuern. An der Aktion zu Gunsten von Pro Lidice nahmen unter anderen Joseph Beuys, KP Brehmer, Bernhard Höke, Jörg Immendorff, Konrad Lueg, Blinky Palermo, Polke, Richter, Günther Uecker und Wolf Vostell teil. Die Bilder waren zuerst in den Räumen der Galerie zu sehen und wurden anschließend als Geschenk für das geplante Museum Lidice nach Prag gebracht.
Auf dem vom Verein progressiver deutscher Kunsthändler veranstalteten 3. Kölner Kunstmarkt 69, der vom 14. bis 19. Oktober 1969 in der Kunsthalle Köln stattfand, stellte er auf seinem Messestand eine neue Arbeit von Joseph Beuys vor: The pack (das Rudel). Sie war im selben Jahr entstanden und zeigte einen geschlossenen VW-Bus, Baujahr 1961, sowie 24 Holzschlitten, von denen jeder mit Fett, Filzdecke, Gurten und Stablampe ausgestattet war. Block hatte beim Messeaufbau ein großes Bild von Robert Rauschenberg gesehen, das mit DM 110.000,- ausgezeichnet war und entschied „… dass die Plastik von Beuys soviel kosten sollte wie ein großes Bild von Rauschenberg oder Warhol.“ Er setzte diesen Preis auch für die Beuys-Plastik an. Am letzten Messetag wurde die Objektgruppe von Jost Herbig gekauft, der sich als Erbe der Kölner Lackfabrik Herbol-Werke eine Kunstsammlung aufbaute. Beuys’ Arbeit war damit das erste Werk zeitgenössischer deutscher Kunst, das für über 100.000 DM verkauft wurde.
1974 eröffnete Block unter der Adresse 409 West Broadway, SoHo, im New Yorker Stadtteil Manhattan eine Galerie, die bis 1977 bestand. Er startete mit einer Aktion von Joseph Beuys I like America and America likes Me. Beuys ließ sich, auf dem Flughafen angekommen, völlig von Filzdecken umhüllt von einem Ambulanzwagen in die Galerie fahren, wo er mehrere Tage mit einem Kojoten namens „Little John“ verbrachte.
Seine Berliner Galerie schloss Block 1979 ebenso spektakulär, wie er 15 Jahre vorher begonnen hatte: mit einer Beuys-Ausstellung und Aktion am 15. September 1979 unter dem Titel Ja, jetzt brechen wir hier den Scheiß ab, ein Satz, den Beuys 1964 formuliert hatte und der in einminütigem Abstand aus einem auf einem grauen Eisenschreibtisch stehenden Braunkreuz-Lautsprecherkasten ertönte. In den nun kahlen, putzlosen Räumen hatte Beuys Erinnerungen aus den 15 Jahren, die den Künstler und die Galerie verbunden hatten, abgelegt: Unter anderem einen Fettkeil, eine Filterecke, gespannt in eine Ecke des Raumes; in der Mitte des Raumes ein Würfel aus trockenem Kartoffelkraut; nicht weit davon entfernt ein Häufchen keimender und verwesender Kartoffeln; im Nebenraum ein beinloser Flügel, auf dem ein grauer Filzhut und grün angestrichene Teile einer Violine lagen; ein mit Sauerkraut behangener Notenständer mit dem Titel Sauerkrautpartitur; an einer aufgebrochenen Wand ein Braunkreuz-Filzhut mit einem zwei Zentimeter großen ausgestanzten Loch; genau hinter dieser Wand ein leeres Metallregal, das von einem langen Filzkeil vor dem drohenden Sturz in den Raum gehalten wurde, sowie weitere Utensilien, wie ein Stapel Wall-Street-Journals, ein Haufen Heu und der schweißgetränkte Hut des Künstlers aus der Aktion Coyote von 1974, sowie zwei geschnittene Fußnägel des Künstlers und zwei aus Haaren gedrehte Atommodelle. Beuys: „Es muß einmal gesagt werden, wo die Kultur stattfindet: Nicht in dem Mies-van-der-Rohe-Bau, sondern hier.“

### Edition
1966 richtete Block in den Räumen der Galerie, die im selben Jahr in die Schaperstraße in Berlin-Wilmersdorf umgezogen war, die Edition Block ein, in der in den folgenden Jahren Druckgrafiken, Objekte, Schallplatten, Mappenwerke und Bücher erscheinen sollten. Schwerpunkt waren Arbeiten, die bildende Kunst und Musik verbanden. In diesem Rahmen entstand 1968 Evervess ΙΙ 1, das sechste Multiple von Joseph Beuys. Es bestand aus zwei Sodawasserflaschen, eine davon mit einem grauen Filzstreifen umhüllt, die in einer Holzkiste lagen. Der Holzdeckel war mit dem Titel, den Editionsangaben und einem weiteren Text schwarz bedruckt, die Auflage betrug 40 Exemplare. Eines davon befindet sich heute in der Sammlung des Museum of Modern Art (MoMa) in New York. Von 1969 bis 1972 konzipierte Block das Objekt „En Bloc“, ein Büro-Rollschrank mit künstlerischen Beiträgen von 18 deutschen Künstlern: Beuys, Brehmer, Bazon Brock, Imi Giese, Hödicke, Knoebel, Lueg, Palermo, Polke, Richter, Dieter Roth, Gerhard Rühm, Reiner Ruthenbeck, Wolf Vostell und Stefan Wewerka. Zu dieser, wie auch zu den anderen seiner Editionen, gestaltete Block professionelle „Verkaufsprospekte“.
Nach zweijährigem Vorlauf und nach langwierigen Experimenten in Industriebetrieben wurde 1972 mit The Critic Laughs eine Objektserie von Richard Hamilton fertiggestellt. Ebenfalls von 1972 stammt die Beuys-Edition Silberbesen und Besen ohne Haare: ein Besen aus Holz und Rosshaar mit Silbermantel, Kupfer und Filz. 1977 wurde das Objekt auf der Titelseite des Kunstmagazins Art in Amerika ganzseitig abgebildet. 1974 erschien Marcel Broodthaers’ Multiple The Manuscript found in a bottle (Le manuscrit trouvé dans une bouteille) in einer Auflage von 120 Exemplaren. Es bestand aus einer gewöhnlichen Bordeauxflasche, auf der in einem transparenten Schwarz unterhalb des Flaschenhalses die Worte The Manuscript und die Jahreszahl 1833 eingebrannt waren. Sie war in ein Hüllpapier eingepackt und lag in einer in drei Sprachen bedruckten Kartonschachtel.
Da Block zwischen 1974 und 1977 in seiner New Yorker Galerie engagiert war, erschienen in dieser Zeit nur wenige neue Multiples: von Robert Filliou 1975 A World of False Fingerprints und 1976 Sweet Wall/Testimonials von Allan Kaprow. 1977 erschien die Vinyl-Langspielplatte 1965/1-⚭ von Roman Opałka mit Aufnahmen von 22:10 min und 20:43 min Dauer. Die Auflage betrug 400 Exemplare. 1978 verlegte Nam June Paik bei Block das erste Videomultiple Der Denker – TV Rodin: Ein kleines Bronzereplikat der bekannten Rodin-Skulptur Der Denker betrachtet sich selbst auf einem Fernsehmonitor. Die Installation nahm Bezug auf Paiks vorhergehende Videoskulptur TV-Buddha.

### Kurator
Bereits zum Zeitpunkt der Schließung seiner Galerie 1979 war Block mit einer kuratorischen Arbeit beschäftigt: der Ausstellung Für Augen und Ohren. Von der Spieluhr zum akustischen Environment. Sie wurde 1980 in der Akademie der Künste in Berlin gezeigt und gilt als eine der ersten umfassenden Präsentationen von Klangkunstobjekten. Anschließend war er bis 1996 als Kurator großer Übersichts-Ausstellungen für die Akademie der Künste, die Berliner Festwochen, den Deutschen Akademischen Austauschdienst (DAAD) und das Institut für Auslandsbeziehungen (ifa) tätig.
Von 1982 bis 1992 war Block Projektleiter Bildende Kunst des Berliner Künstlerprogramms des DAAD, wo er bildende Künstler und Komponisten als Stipendiaten betreute und Ausstellungen und Konzerte organisierte. 1993 wechselte er als Leiter der Kunstabteilung im Institut für Auslandsbeziehungen nach Stuttgart, das er 1995 nach zunehmenden politischen Auseinandersetzungen mit dessen Generalsekretär, einem ehemaligen CDU-Bundestagsabgeordneten, verließ.
Von 1997 bis 2006 übernahm Block die künstlerische Leitung der Kunsthalle Fridericianum in Kassel. 1998 zeigte er von seinem kurz vorher verstorbenen Freund KP Brehmer eine umfassende, retrospektive Ausstellung unter dem Titel Alle Künstler lügen und konzipierte einen umfangreichen Katalog. In einem Beitrag beschreibt er die gemeinsamen Wege, die den Künstler Brehmer und den Galeristen und Kurator Block über 35 Jahre lang verbanden.
2003 richtete Block im Fridericianum eine Kuratorenwerkstatt ein, in der junge internationale Kuratoren und Kuratorinnen das Ausstellungsprogramm des Fridericianum begleiten und eigenständige Ausstellungsprojekte erarbeiten konnten. Seit 2008 ist er Honorarprofessor an der Hochschule für Künste Bremen. Im selben Jahr eröffnete er in der Nähe des Berliner Hauptbahnhofs neue Ausstellungsräume unter der Bezeichnung „Edition Block“ und „Tanas – Projektraum für zeitgenössische türkische Kunst“ sowie die „Kunsthal 44 Møen“ in Askeby, Dänemark.
Im August 2021 wurde Block zum Chefkurator der Riga International Biennial of Contemporary Art (RIBOCA3) berufen. Nico Anklam, der Direktor der Kunsthalle Recklinghausen, war Associate Curator. Die Veranstaltung, die größte ihrer Art im Baltikum, hat vom 15. Juli bis zum 2. Oktober 2022 stattgefunden.

### Sammlung
Die Kunstsammlung von René Block gilt als eine der bedeutendsten Kollektionen im Bereich des Fluxus. Neben den eigenen Editionen wie Joseph Beuys’ Ja, jetzt brechen wir den Scheiß ab von 1979 enthält sie auch später erworbene Objekte wie Ben Vautiers if life is art why hang this up? von 1990. Unter dem Titel Who Killed the Painting? Werke aus der Sammlung Block, wurde sie unter anderem 2009 im Museum Weserburg in Bremen gezeigt.

## Ausstellungen
- 2015/16: Ich kenne kein Weekend. Aus René Blocks Archiv und Sammlung. Neuer Berliner Kunstverein und Berlinische Galerie, Berlin; Lentos Kunstmuseum Linz

## Auszeichnungen
- 1974: Deutscher Kritikerpreis für den Bereich Bildende Kunst
- 1994: Arthur-Køpcke-Preis, Kopenhagen
- 2005: Art-Cologne-Preis, Köln
- 2007: Hessischer Kulturpreis, Wiesbaden

## Kuratorische Arbeit
- 1973: Grafische Techniken, Neuer Berliner Kunstverein, Berlin.
- 1974: Multiples, Neuer Berliner Kunstverein, Berlin.
- 1976: New York – Downtown Manhattan: SoHo, Akademie der Künste, Berlin.
- 1980: Für Augen & Ohren, Akademie der Künste, Berlin.
- 1981: Art Allemagne aujourd’hui, Musee d’art moderne de la Ville de Paris.
- 1982: 1962 Wiesbaden Fluxus 1982, Nassauischer Kunstverein, Wiesbaden.
- 1990: The Readymade Boomerang, 8. Biennale von Sydney.
- 1991: Umwandlungen, Nationalmuseum für zeitgenössische Kunst, Seoul.
- 1992: Mit dem Kopf durch die Wand. Block's Sammlung, Statens Museum for Kunst, Kopenhagen.
- 1993: Über Malerei. 300 Jahre Akademie der Bildenden Künste, Akademie der bildenden Künste, Wien.
- 1995: Orient/ation. The Vision of Art in a Paradoxical World, 4. Biennale von Istanbul.
- 1997: Pro Lidice, Museum der Bildenden Künste, Prag.
- 1998: Echolot oder neun Fragen an die Peripherie, Museum Fridericianum, Kassel.
- 1999: Chronos & Kairos, Museum Fridericianum, Kassel.
- 2000: Eurafrica, Sektion der 3. Biennale von Kwangju, Korea; Das Lied von der Erde, Museum Fridericianum, Kassel.
- 2001: Lost and Found, Apex Art, New York; Looking at You, internationale Videoarbeiten, Kunsthalle Fridericianum, Kassel.
- 2002: 40 Jahre: Fluxus und die Folgen, Nassauischer Kunstverein, Wiesbaden.
- 2003: In den Schluchten des Balkan. Balkan-Trilogie #1, Kunsthalle Fridericianum, Kassel; In den Städten des Balkan. Balkan-Trilogie #2, Belgrad, Sarajevo, Zagreb u. a.
- 2004: Love It or Leave It, 5. Cetinje Biennale, Montenegro.
- 2006: Art, Life & Confusion, 47. Oktober Salon, Belgrad.
- 2010: Starter. Works from the Vehbi Koç Foundation Contemporary Art Collection, Arter, Istanbul

### Interviews
- Interview mit René Block, Juni 2006 (Memento vom 9. Oktober 2007 im Internet Archive)
- Interview mit René Block in der taz nord, Oktober 2009